# Сеньковщина (Слонимский район)
Сенько́вщина (бел. Сянькоўшчына) — агрогородок в Сеньковщинском сельсовете Слонимского района Гродненской области Белоруссии. Административный центр Сеньковщинского сельсовета. 
Сеньковщина — третий по величине населённый пункт Слонимского района.

## География
Расположена на пересечении автодороги Слоним — Деречин — Мосты — Скидель — Поречье Р41. В 14 км от города Слоним, в 129 км от Гродно, и в 214 км от Минска.

## История
Упоминается в 1669 году в составе Слонимского повета ВКЛ.
В марте 2009 года решением Слонимского районного Совета депутатов от 26.03.2009 № 17-122 "О преобразовании некоторых населённых пунктов Слонимского района в агрогородки" деревня Сеньковщина Слонимского района была преобразована в агрогородок.

## Инфраструктура
На территории населённого пункта расположены следующие социальные объекты:
- Сеньковщинский центральный Дом культуры
- Сеньковщинская сельская врачебная амбулатория
- Сеньковщинская государственная общеобразовательная средняя школа
- Сеньковщинский детский сад «Званочак»
- Сеньковщинская детская музыкальная школа искусств
- Сельская библиотека
- Столовая
- Магазин Слонимского РайПО
- Отделение почтовой связи

## Культура
- Дом культуры
- Музей ГУО «Сеньковщинская средняя школа Слонимского района»

## Достопримечательности
- Храм преподобного Серафима Саровского. С 1994 года богослужения в Сеньковщине совершались в здании, переданном для нужд Православной Церкви. Нынешний храм построен в 2005—2007 годах из дерева в виде корабля.
- Братская могила мирных жителей. Похоронено 396 жителей деревни Голынка, расстрелянных 21 декабря 1942 года.
- Братская могила советских воинов.